# Víctor Iranzo i Simon
Víctor Iranzo i Simon (Fortanet, Maestrat, Terol, 6 de març de 1850 - València, 1890) va ser un poeta valencià nascut a l'Aragó. Va viure durant el segle xix i tant per la seua obra com per la seua ideologia, propera a la de Constantí Llombart, ha estat tradicionalment classificat dins el grup progressista de la Renaixença valenciana.

## Biografia[1]
Passà la seua joventut a la població de Móra de Rubiols i als dotze anys anà a viure a València. Allà començà a treballar com a aprenent en una empresa de teixits, situada al carrer dels Drets, de la qual més tard seria propietari. Es casà i va tindre tres filles. Com a curiositat, un germà seu va ser catedràtic de medicina a la Universitat de Saragossa.

Amant des de jove de la lectura, segons Teodor Llorente va influir-lo en la seua joventut el poeta Pere Manuel Yago, amic i company de Jacint Labaila. Completament autodidacta, als vint-i-un anys arreplegà les seues composicions primerenques en un volum titulat "Flores sin aroma" i les publicà a càrrec d'un oncle seu. De nou segons Llorente, aquests primers poemes, escrits en castellà, no tenien gran qualitat literària, la qual Iranzo sols aconseguí en oblidar-se de la llengua materna i passar-se'n al valencià:
"Iranzo, que no era més que un vulgar imitador, un coplero pedestre, mentres escrigué en son propi idioma, obrí les ales de pronte y alsá el vol quant, atragut per la bandera de Lo Rat Penat, començá a versificar en llengua valenciana. Esta llengua li era desconeguda del tot cuant abaixá de les montanyes natives. La deprengué darrere del taulell. Les llauradores de l'hòrta, les peixcadores de la plaja, que anaven a comprar bayeta roja o gròga pera les faldilles, foren ses primeres mestres en la llengua de Ausias March. En sos rústechs llavis li plahía per sa expresiva vivor; li plagué més per sa dolsor agradosa y per sa sonora magestat, quant la oixqué als trovadors nous del renaiximent llemosí."
Iranzo va ser un dels fundadors de Lo Rat Penat i de l'Ateneu Mercantil de València. Els seus poemes en català van ser arreplegats de forma pòstuma en el llibre "Poesies", publicat l'any 1900, deu després de la seua defunció. Obtingué la Flor Natural en els Jocs Florals de l'any 1885 amb el poema "La dona valenciana". Morí a València el 1890, als quaranta anys, a causa de la tuberculosi.

## Poesies
Aquest llibre, com hem dit pòstum, va ser prologat per Teodor Llorente, qui no s'està de criticar alguns aspectes, els més literaris, de l'obra d'Iranzo, mentre que el lloa atenent a dades més personals, com el seu caràcter bondadós, la seua religiositat, la seua espanyolitat provada i el caràcter moderat de la seua ideologia progressista. Sobre aquest darrer punt cal apuntar que Iranzo, a diferència d'altres poetes de caràcter més costumista i conservador, no estalvia lloances al progrés, amb al·lusions positives a la indústria, al comerç o al ferrocarril, entre altres exemples que podem espigolar d'entre els seus versos.
El poemari s'obre amb la composició més famosa d'Iranzo, "La dona valenciana". Segueixen poemes de caràcter costumista ("Lo fruyt d'or", "Cançó de l'hortolà", "Festes de poble"), de tema religiós ("A la Mare de Déu", "Prech a la Verge", "A la Mare dels Desamparats"), historicista ("Lo dimats malauirat") i altres de tipus romàntic ("Íntima") on es fa palesa la influència de Gustavo Adolfo Bécquer, un dels poetes més admirats per part de Víctor Iranzo. En altres composicions notem la tendència del poeta a escriure sobre fets sentimentalment cabdals en la seua vida ("Casats", "Un any de casats", "En la mort de ma mare", "Mon fill", "En la mort de ma germana"...). El poemari es tanca amb les composicions dedicades a les regines dels jocs florals de Lo Rat Penat.
Possiblement els millors poemes de Víctor Iranzo siguen aquells més senzills en què l'expressió, adolorida i íntima, s'acosta més al romanticisme becquerià. Caldria sumar-hi dues composicions que, per la seua realització, mereixen ésser destacades, "La flor del lliri blau", que poetitza amb solvència l'argument d'una rondalla, i "Plany", on els motlles estròfics constrenyidors, típics de la Renaixença, donen pas a una expressió més lliure i sincera dels sentiments personals.

## Importància
El nom de Víctor Iranzo no és dels més coneguts dins la narrativa de la Renaixença valenciana. Així i tot, alguns crítics opinen que la seua obra és especialment destacable, i que mereixeria major atenció: 
"Si els versos més reeixits de Bodria, un poc maldestres i tot, no mereixen ser despatxats amb la lleugeresa acostumada, dels de Víctor Iranzo, que comencen de ser publicats pels mateixos anys, es pot dir que reclamen un lloc honorífic entre els millors de tot el panorama vuitcentista local, i fins més enllà. Fins i tot l'estil floralesc que, inevitablement, com en Bodria i com en tots els altres, apareix en gran part de la seua obra, ja fuig del recurs massa fàcil als oripells més rebregats de la retòrica a l'ús, i això, en un ambient tan irrespirable com aquell, no deixa de tenir algun mèrit. Però, a més a més, la influència becqueriana, tan notable en les seues peces més breus i millor acabades, l'aparta totalment de la visió pairalista del paisatge."
El cas d'Iranzo és invers al d'altres poetes com Vicent W. Querol, ja que sent la seua llengua materna el castellà, consagrà al català la major part de la seua obra i esforços de reeiximent literari. La vàlua de la seua producció poètica, ja comentada, la seua ideologia moderadament progressista i les simpaties que despertava en el sector conservador de la Renaixença i en especial en Teodor Llorente, podrien haver-lo convertit en una figura central del moviment literari renaixencista. La seua mort prematura, a l'edat de quaranta anys, estroncà, per desgràcia, aquestes possibilitats.